# 蔷薇长管蚜
蔷薇长管蚜（学名：Macrosiphum rosae），又称月季长管蚜。是半翅目蚜科蚜亚科的一种，以蔷薇科植物为主要宿主，一般在春季和初夏聚集在嫩芽顶端或新芽附近，盛夏时节，有翅的种类会飞到其它蔷薇或有限的几种第二宿主上，秋季还会回到蔷薇上产卵。
蔷薇长管蚜成虫分有翅和无翅两种形态。无翅的成虫呈纺锤形，长1.7～6.6mm，颜色有绿、红至红褐色等。有翅的成虫长2.2～3.4mm，颜色有绿色或浅棕色，腹部有明显的黑色侧线。
1. ↑  . museum.ioz.ac.cn.   [2025-05-27].